# 张裕钊

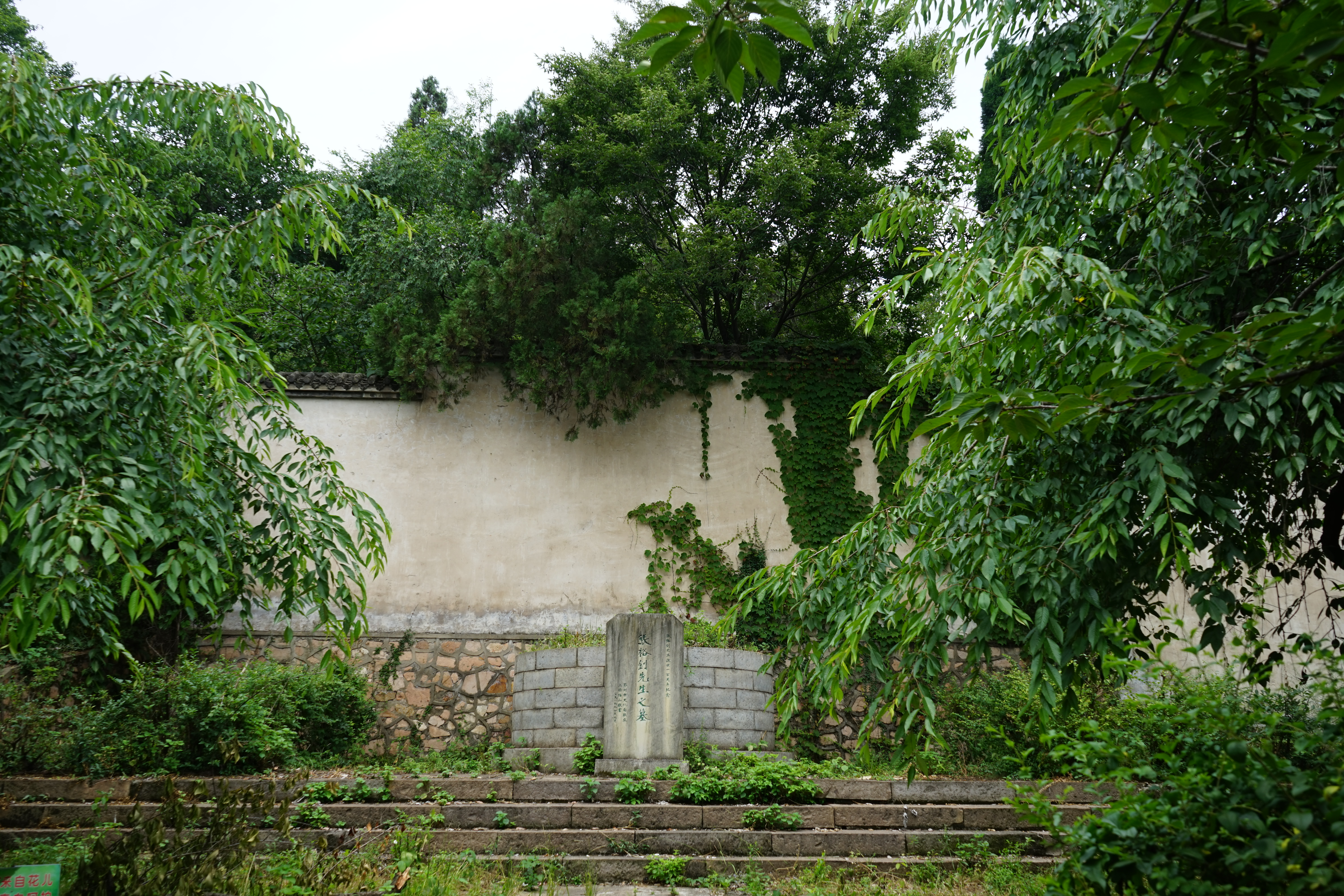
张裕钊墓，位于鄂州市西山南麓

張裕釗（1823年—1894年），字廉卿，号濂亭，湖北武昌东沟镇龙塘张村人。清末散文家、書法家。

## 生平
道光二十六年（1846年）中舉。道光三十年，入京会试落第，後應试国⼦监学正，考授內閣中書。淡泊仕宦，自言“於人世都无所嗜好，独自幼酷喜文事”，咸丰二年（1852年），辭官南歸，受湖北按察使江忠源之聘，任武昌勺庭书院主讲。咸豐四年（1854年），曾国藩進兵湖北，得知裕钊在湖北，遂召入戎幕参办文案。与黎庶昌、薛福成、吴汝纶合稱曾門四弟子。同治十二年（1873年），任南京凤池书院主讲。光绪九年（1883年），任保定莲池书院主讲，兼任学古堂主讲。又先後任武昌江漢書院、襄陽鹿門書院的主講。学生甚多，范當世、马其昶、日本学者宫岛咏士等都出其门下。光绪⼗⼋年（1892年），自⿅⻔书院退休，歸養西安。光绪⼆⼗年（1894年）正⽉⼗四⽇，病逝關中，享年七⼗⼆。有⼦張后沆、張后浍。
工書法，用笔外方内圆，學北魏《張猛龍碑》、《弔比干文》，東魏《凝禪寺三級浮圖碑》以及隋《淳于俭墓志》。有日本弟子宫岛咏士。著有《濂亭文集》、《濂亭遗文》、《濂亭遗诗》等。

## 评价
康有为在《广艺舟双楫》中评说：“湖北张裕钊，其书高古浑穆，点画转折，皆绝痕迹，而意态逋峭特甚。其神韵皆晋宋得意处。真能甑晋陶魏，孕宋梁而育齐隋，千年以来无与比”。

## 延伸阅读
[在维基数据编辑]
 《清史稿/卷486》，出自趙爾巽《清史稿》
 在维基共享资源阅览影像